# Hemeromyia anthracina
Hemeromyia anthracina is een vliegensoort uit de familie van de Carnidae. De wetenschappelijke naam van de soort is voor het eerst geldig gepubliceerd in 1949 door Collin.